# Homo naledi
Homo naledi er en art i slægten Homo som levede under pleistocæn. Arten blev opdaget 2013 af to speleologer i grottekomplekset Rising star cave, som indgår i den sydafrikanske verdensarv Cradle of Humankind i Gauteng-provinsen. Speleologerne Rick Hunter og Steven Tucker opdagede resterne af mindst femten individer, hvilket er det største enkeltfund af en menneskelignende art i Afrika.
Beskrivelsen af arten blev udarbejdet i forbindelse med udgravninger 2015 af blandt andre den amerikanske palæontolog og arkæolog Lee Rogers Berger.,

## Etymologi
Ordet naledi betyder "stjerne" på sesotho- og setswana-sprogene, to af de elleve nationalsprog i Sydafrika. Artsnavnet kan derfor siges at betyde "stjernemennesket", som hentyder til fundpladsen, grottesystemet ved Rising star cave.,

## Billeder
|  |  |